# Tour de Flandes 1977
El Tour de Flandes 1977 fue la 61.ª edición del Tour de Flandes. La carrera se disputó el 3 de abril de 1977, con inicio a Sint-Niklaas y final a Meerbeke después de un recorrido de 260 kilómetros. El belga Roger De Vlaeminck se impuso al esprint a su compañero de escapada, el también belga Freddy Maertens. Dos minutos detrás de él llegó un numeroso grupo perseguidor encabezado por Walter Planckaert. Con todo, Maertens y Planckaert fueron descalificados posteriormente por irregularidades en un cambio de bicicleta y por haber dado positivo en el control antidopaje.

## Desarrollo de la carrera
Los primeros kilómetros estuvieron marcados por numerosos intentos de escapada, pero no fue cuando Eddy Merckx, junto a cuatro ciclistas más, se escaparon que la cursa se animó de verdad. Al paso por el Koppenberg al quinteto líder se los añadió De Vlaeminck y Maertens. A carencia de 65 kilómetros De Vlaeminck y Maertens dejaron atrás sus compañeros. Merckx viendo que no podía seguir el ritmo de los líderes optó por el abandono y la victoria se la jugaron al esprint los dos escapados. De Vlaeminck llegó más fresco a meta, después de que Maertens trajera la iniciativa durante buena parte de la escapada, y ganó fácilmente al esprint. Dos minutos detrás de él llegó el primer grupo perseguidor.

## Clasificación General
| Posición | Ciclista           | Equipo              | Tiempo     |
| -------- | ------------------ | ------------------- | ---------- |
| 1        | Roger De Vlaeminck | Brooklyn            | 6h 44' 00" |
| 2        | Freddy Maertens    | Flandria-Velda      | + 2"       |
| 3        | Walter Planckaert  | Maes Pils-Mini Flat | + 2'       |
| 4        | Walter Godefroot   | IJsboerke-Colnago   | m. t.      |
| 5        | Jan Raas           | Frisol-Gazelle      | m. t.      |
| 6        | Francesco Moser    | Sanson              | m. t.      |
| 7        | Michel Pollentier  | Flandria-Velda      | m. t.      |
| 8        | Frans Verbeeck     | IJsboerke-Colnago   | m. t.      |
| 9        | Marc Demeyer       | Flandria-Velda      | m. t.      |
| 10       | Willy Planckaert   | Maes Pils-Mini Flat | m. t.      |